# Punctoterebra plumbea
Punctoterebra plumbea é uma espécie de gastrópode do gênero Punctoterebra, pertencente a família Terebridae.

## Descrição
O comprimento da concha varia entre 13 mm a 25 mm.

## Distribuição
Esta espécie está distribuída nas regiões tropicais Indo-Pacífico Ocidental e ao longo das Filipinas, Havaí, Papua-Nova Guiné e Ilhas Salomão.